# Danh sách loài được mô tả năm 2018
Danh sách các loài sinh vật được mô tả chính thức năm 2018 xếp theo thời gian công bố trên các tạp chí khoa học.

## Tháng 1 năm 2018
1. Mansourasaurus shahinae:

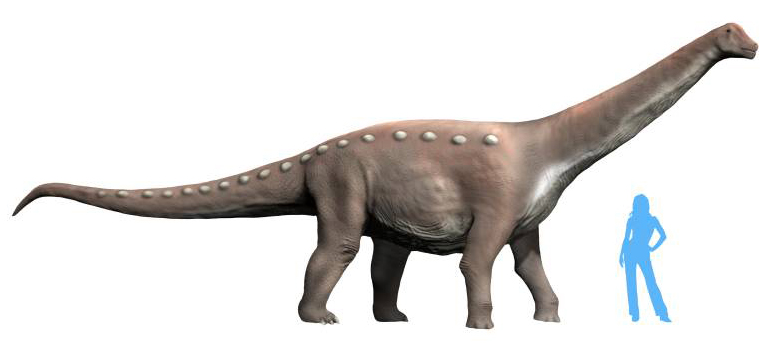
Mansourasaurus shahinae

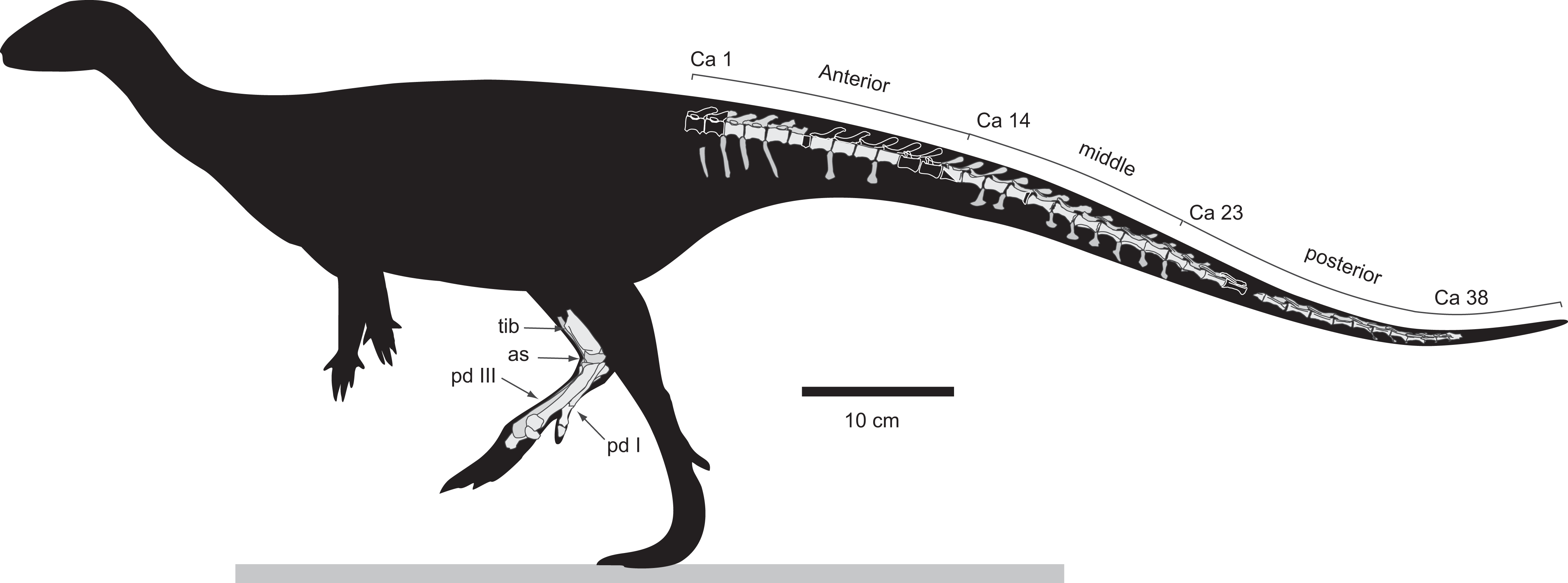
Diluvicursor pickeringi, loài Khủng long chân chim thế Phấn trắng sớm tìm thấy ở Victoria, Úc

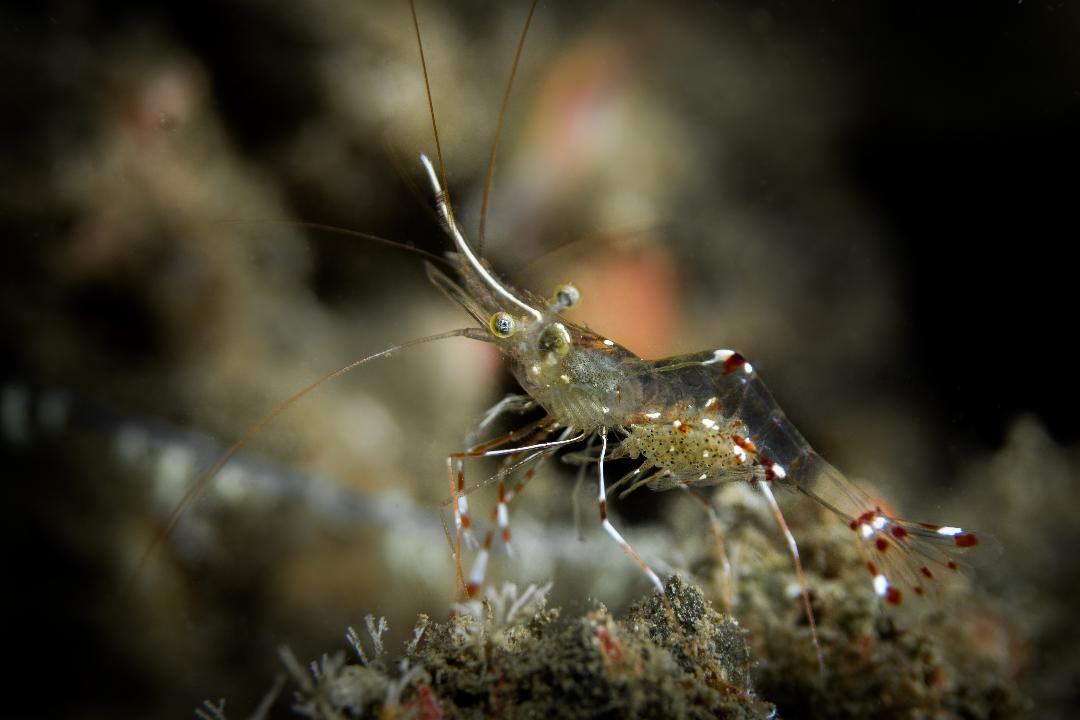
Urocaridella renatekhalafae, họ Palaemonidae

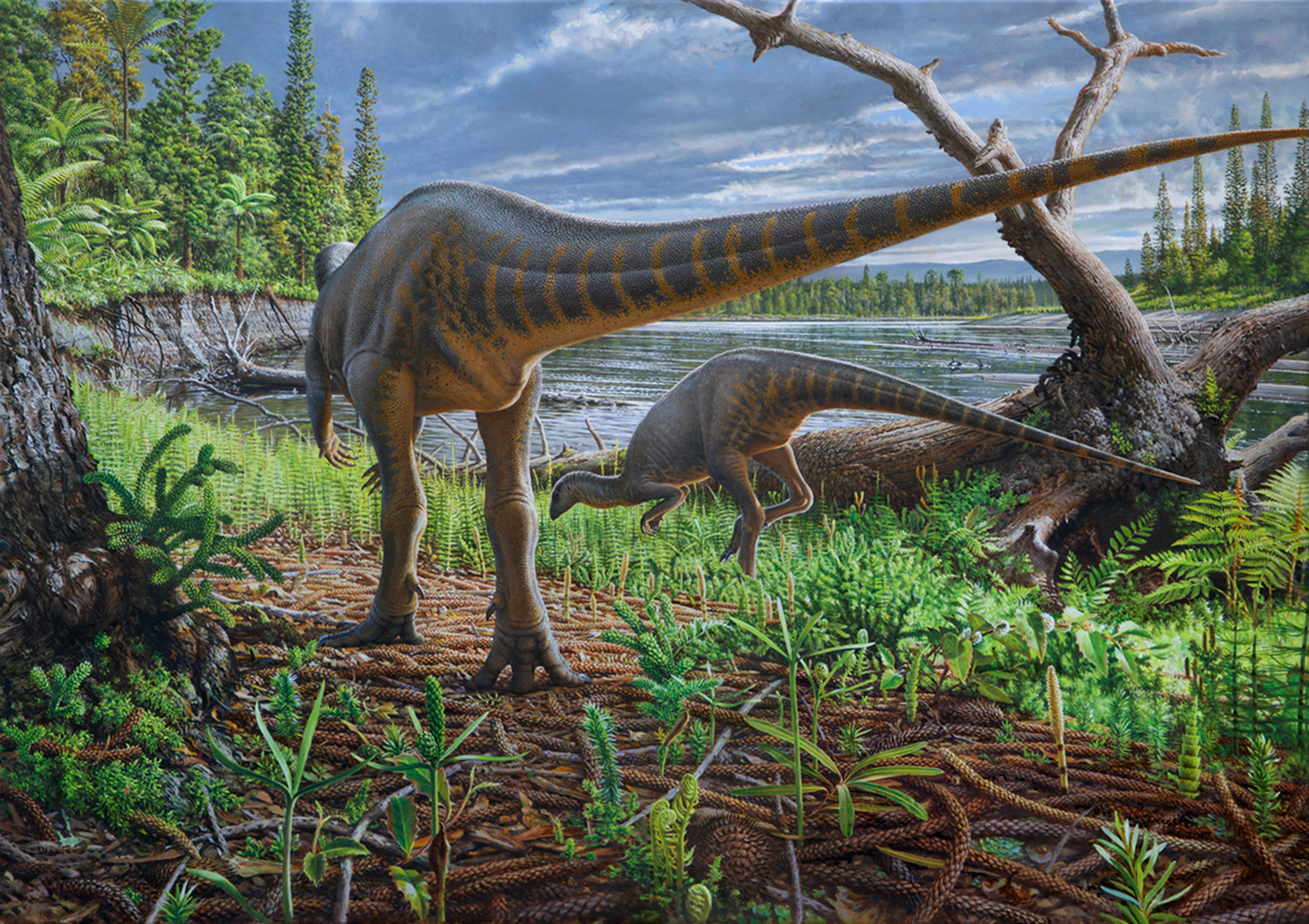
Diluvicursor pickeringi, Ornithopoda

2. Tupistra cardinalis: loài thực vật chi Tupistra, họ Asparagaceae, bộ Asparagales.[1]
3. Drepanosticta emtrai: loài động vật chi Drepanosticta, họ Platystictidae, bộ Odonata tìm thấy ở Hà Tĩnh, Việt Nam.[2][3]
4. Hemiboea crystallina: loài thực vật Gesneriaceae, bộ Lamiales tìm thấy ở Trung Quốc và Việt Nam.[4]
5. Didymocarpus puhoatensis: loài thực vật chi Didymocarpus, họ Gesneriaceae, bộ Lamiales tìm thấy ở Pù Hoạt, Nghệ An, Việt Nam.[5][6]
6. Primulina malipoensis: loài thực vật họ Gesneriaceae, bộ Lamiales tìm thấy ở vùng biên giới Việt nam - Trung Quốc.[7]
7. Lithocarpus vuquangensis: loài thực vật chi Lithocarpus, họ Fagaceae, bộ Fagales tìm thấy tại Vườn quốc gia Vũ Quang, Nghệ Tĩnh, Việt Nam.[8][9][10]

## Tháng 2 năm 2018
1. Pinelema damtaoensis
2. Pinelema nuocnutensis
3. Pinelema aensis
4. Pinelema pacchanensis
5. Pinelema spirulata
6. Pinelema xiezi

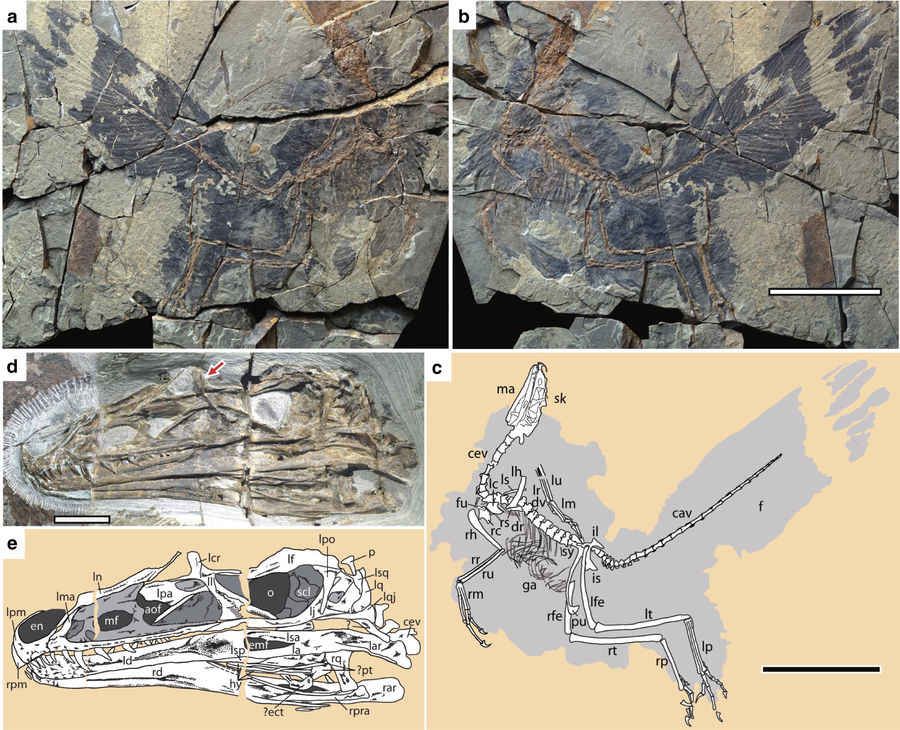
Hóa thạch khủng long đuôi rỗng Caihong juji thế Jura Muộn phát hiện tại Thanh Long, Tần Hoàng Đảo

7. Pinelema zhenzhuang: loài động vật chi Pinelema, họ Telemidae, bộ Araneae tìm thấy ở Việt Nam.[11][12][13]
8. Thuylamea shiranui: loài thuộc chi Thuylamea, họ Alpheidae, bộ Decapoda.[14]
9. Allophrys daklaka
10. Allophrys davichia
11. Allophrys occipitata
12. Allophrys tonkina: loài động vật chi Allophrys, họ Ichneumonidae, bộ Hymenoptera tìm thấy ở Việt Nam.
13. Aneuclis achterbergi
14. Aneuclis devriesi
15. Aneuclis secunda: loài động vật chi Aneuclis, họ Ichneumonidae, bộ Hymenoptera tìm thấy ở Việt Nam.[15]
16. Euchomenella adwinae: loài Côn trùng có cánh chi Euchomenella, tông Euchomenellini, phân họ Deroplatyinae, họ Mantidae, bộ Mantodea tìm thấy ở Vườn quốc gia Núi Chúa, tỉnh Ninh Thuận, Việt Nam.[16]

## Tháng 3 năm 2018
1. Biermannia longicheila: loài Lan biểu sinh chi Biermannia, họ Orchidaceae tìm thấy ở miền nam Việt Nam.[17]

## Tháng 4 năm 2018
1. Mylia vietnamica: loài Mylia (Myliaceae, Jungermanniales, Jungermanniopsida, Hepaticae) tìm thấy ở miền bắc Việt Nam.[18]
2. Nuichua: chi mới thuộc phân họ Necrosciinae, họ Diapheromeridae, Anareolatae, Verophasmatodea, Bộ Bọ que Phasmatodea. 
  1. Nuichua rabayae
3. Pterohirasea: chi mới thuộc phân họ Necrosciinae, họ Diapheromeridae
  1. Pterohirasea nigrolineata.[19]
4. Vietbocap aurantiacus[12][13][20]
5. Vietbocap quinquemilia: loài bọ cạp chi Vietbocap, họ Pseudochactidae tìm thấy ở hang Thiên Đường, Vườn quốc gia Phong Nha - Kẻ Bàng, Quảng Bình, Việt Nam[12][13][20]

## Tháng 5 năm 2018
1. Ascocentrum hienii
2. Biermannia canhii
3. Cymbidium tamphianum
4. Gastrochilus setosus
5. Malleola luongii

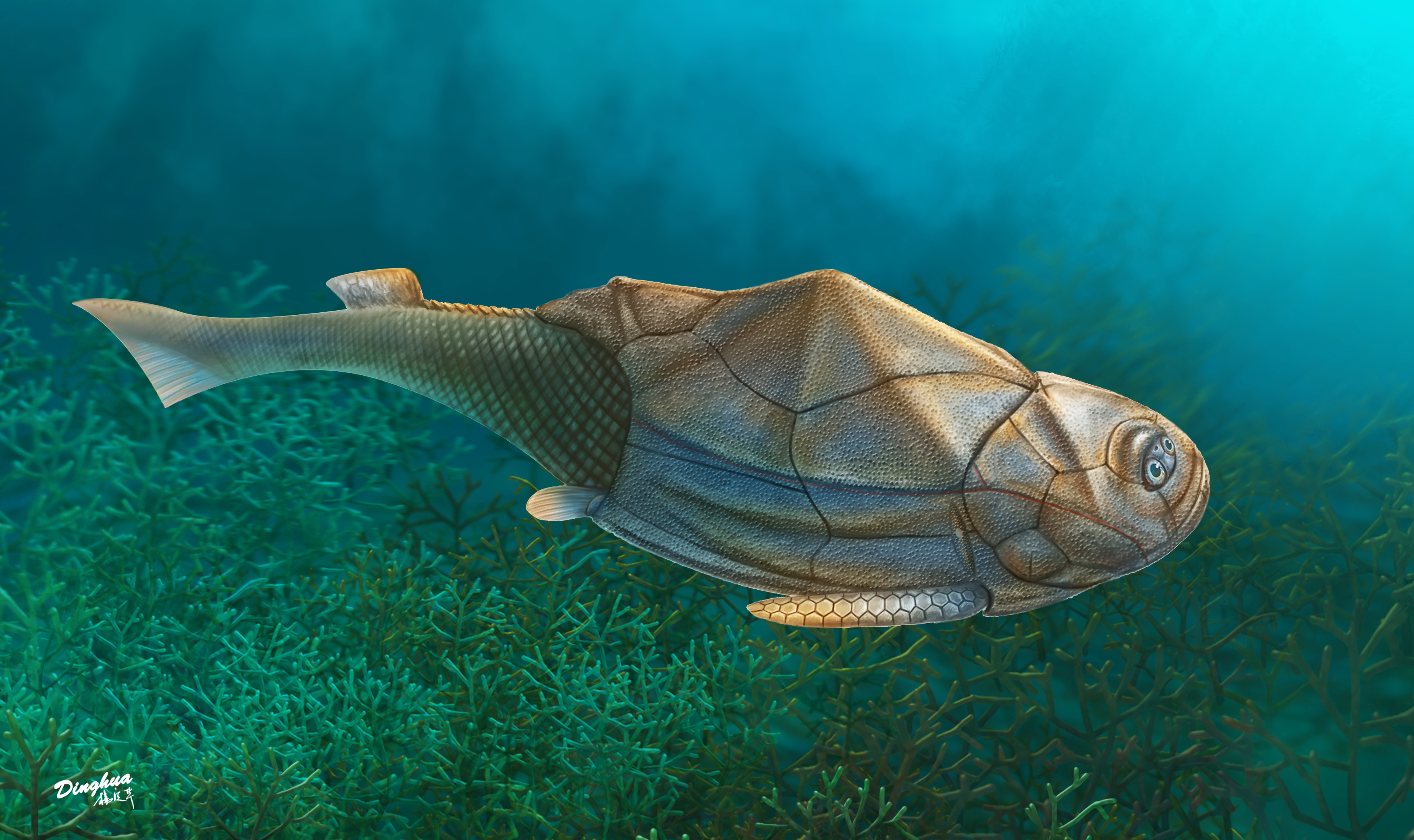
Phymolepis cuifengshanensis, Yunnanolepididae, Antiarchi, Placodermi

6. Robiquetia orlovii: loài lan Robiquetia, liên minh Trichoglottis, phân tông Aeridinae, tông Vandeae, phân họ Epidendroideae, họ Orchidaceae[21][22]

## Tháng 6 năm 2018

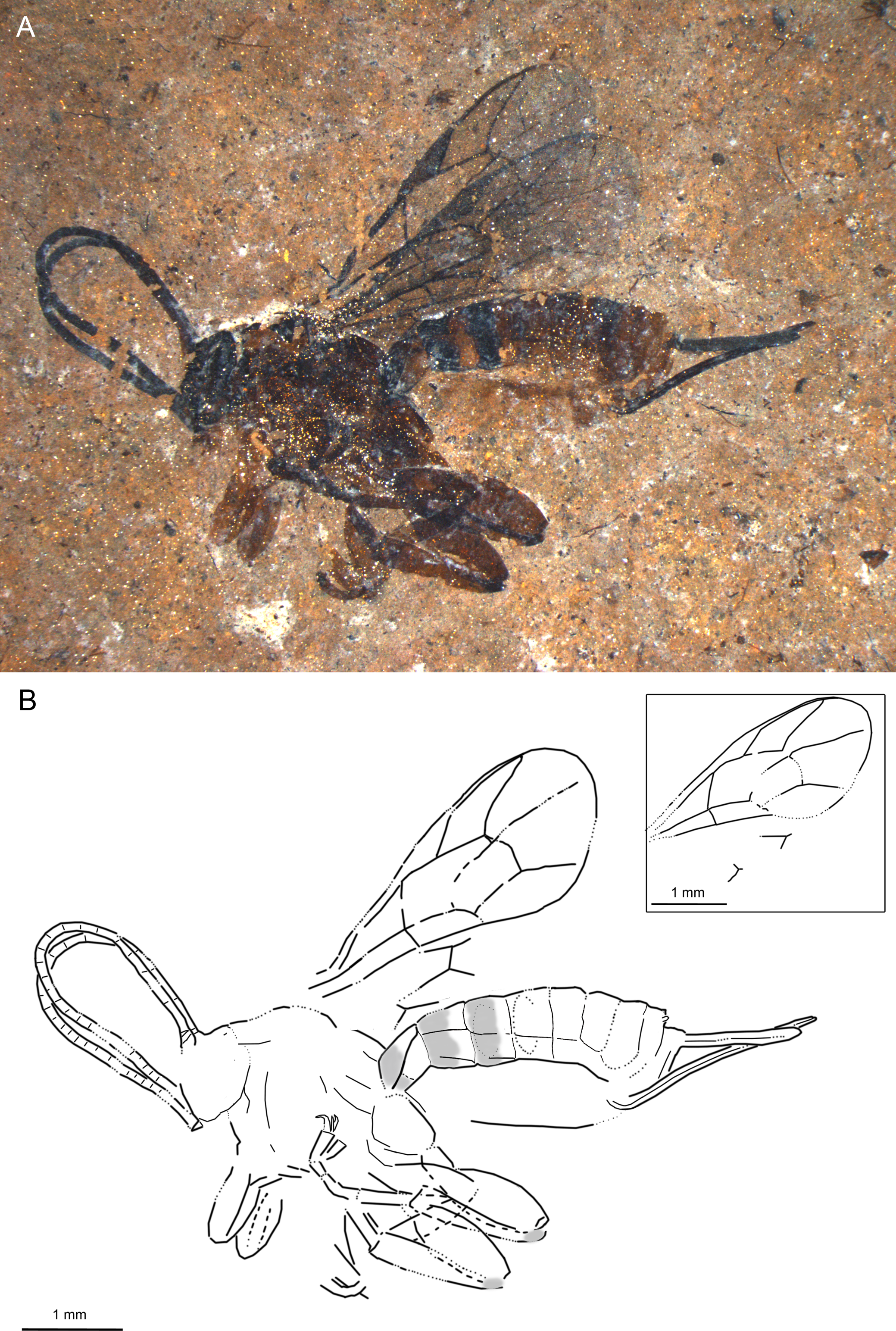
Xanthopimpla messelensis, Xanthopimpla, Pimplini, Pimplinae, Ichneumonidae

1. Ooceraea quadridentata: (Cerapachys quadridentata) loài kiến (Phân bộ Eo nhỏ, Bộ Cánh màng, phân lớp Côn trùng có cánh) tìm thấy ở Khu bảo tồn thiên nhiên Nam Kar, tỉnh Đắk Lắk, Việt Nam.[23]
2. Kerivoula dongduongana: loài dơi muỗi.[24][25]

## Tháng 7 năm 2018
1. Calanthe nguyenthinhii: chi Calanthe, tông Collabieae, phân họ Lan biểu sinh, họ Lan
2. Dendrobium truongcuongii: chi Dendrobium, phân họ Lan biểu sinh
3. Gastrodia khangii: chi Gastrodia, phân họ Lan biểu sinh
4. Nephelaphyllum thaovyae: chi Nephelaphyllum, tông Collabieae, phân họ Lan biểu sinh
5. Podochilus truongtamii: chi Podochilus, phân họ Lan biểu sinh[26][27]
6. Silvorchis vietnamica: loài Silvorchis.[28]

## Tháng 8 năm 2018
1. Callosciurus honkhoaiensis: loài Callosciurus, phân họ Sóc màu Callosciurinae, họ Sóc Sciuridae, Bộ Gặm nhấm Rodentia tìm thấy ở đảo Hòn Khoai.[29][30]
2. Agrisius orhanti:
3. Agrisius leloii: loài Agrisius, tông Lithosiini, phân họ Arctiinae, họ Erebidae
4. Sphaerobelum cattiense
5. Sphaerobelum konkakinhense
6. Zephronia konkakinhensis
7. Zephronia montis[31]
8. Eriobotrya condaoensis: loài Eriobotrya, tông Maleae, họ Rosaceae, bộ Rosales tìm thấy ở Vườn quốc gia Côn Đảo.[32][33]
9. Asiagomphus kosterini: loài Asiagomphus, tông Gomphini, phân họ Gomphinae, họ Gomphidae, liên họ Aeshnoidea, cận bộ Anisoptera, phân bộ Epiprocta, bộ Odonata tìm thấy ở Đà Lạt, Lâm Đồng.
10. Asiagomphus monticola: loài Asiagomphus tìm thấy ở Vườn quốc gia Xuân Sơn, Phú Thọ.
11. Asiagomphus superciliaris: loài Asiagomphus tìm thấy ở khu bảo tồn thiên nhiên Hữu Liên, Lạng Sơn.[34]
12. Okinawepipona yty: loài Okinawepipona, phân họ Eumeninae, họ Vespidae, liên họ Vespoidea, phân bộ Apocrita, bộ Hymenoptera tìm thấy ở miền bắc Việt Nam.[35]

## Tháng 9 năm 2018
1. Newmania cristata: loài Newmania, tông Zingibereae, phân họ Zingiberoideae, họ Zingiberaceae
2. Newmania gracilis
3. Newmania sontraensis[36]
4. Cephalaeschna yanagisawai: loài Chuồn chuồn ngô chi Cephalaeschna, tông Brachytronini, phân họ Brachytroninae, họ Aeshnidae, liên họ Aeshnoidea, bộ Odonata.[37][38]
5. Loxoconcha damensis: loài Loxoconcha, họ Loxoconchidae, liên họ Cytheroidea, phân bộ Cytherocopina, bộ Podocopida, lớp Ostracoda, phân ngành Crustacea
6. Xestoleberis vietnamensis: loài Xestoleberis, họ Xestoleberididae, liên họ Cytheroidea
7. Xestoleberis munensis[39]
8. Bulbophyllum cariniflorum var. orlovii:
9. Bulbophyllum sonii:
10. Bulbophyllum ustulata:[40]
11. Speolabeo hokhanhi: loài cá hang động thuộc họ Cyprinidae.[41]
12. Rhinogobius coccinella
13. Rhinogobius nanophyllum
14. Rhinogobius ngutinhoceps
15. Rhinogobius phuongae: loài Rhinogobius, phân họ Gobionellinae, Họ Cá bống trắng Gobiidae, Phân bộ Cá bống Gobioidei, Bộ Cá bống Gobiiformes.[42]

## Tháng 10 năm 2018
1. Pheretima vungtauensis: loài giun đất chi Pheretima, họ Megascolecidae, phân bộ Lumbricina, bộ Haplotaxida, phân lớp Oligochaeta, lớp Clitellata, ngành Annelida.[43][44]

## Tháng 11 năm 2018
1. Steudnera hoanglienica, loài thuộc chi Steudnera, Họ Ráy, Bộ Trạch tả.[45]
2. Dasymaschalon bachmaensis, loài Dasymaschalon, tông Uvarieae, phân họ Annonoideae, Họ Na Annonaceae, Bộ Mộc lan Magnoliales.[46]

## Tháng 12 năm 2018
1. Sazonia vietnamica: loài Sazonia, tông Osminiini, phân họ Sesiinae, họ Sesiidae, liên họ Sesioidea, Bộ Cánh vẩy Lepidoptera.[47]